# Suzan Rose Benedict
Pour les articles homonymes, voir Benedict.
Suzan Rose Benedict (29 novembre 1873 - 8 avril 1942) est une mathématicienne américaine, la première femme à obtenir un doctorat en mathématiques de l'université du Michigan.

## Jeunesse et formation
Suzan Rose Benedict naît le 29 novembre 1873 à Norwalk (Ohio). Elle est la dernière des sept enfants du chirurgien David DeForrest Benedict et de Harriott Melvina Deaver.
Benedict entre au Smith College en 1891, une université pour femmes à Northampton (Massachusetts) et obtient son diplôme en chimie et mathématiques en 1895. Elle retourne à Norwalk enseigner les mathématiques. Elle est également agent immobilier et s'occuper des affaires de sa mère alors veuve, son père lui ayant légué des terres. En 1905, elle décide de poursuivre des études à l'université Columbia. Elle reçoit un master en mathématiques l'année suivante puis rejoint le département de mathématiques du Smith College en tant qu'assistante. Elle est promue instructrice en 1907. Sa thèse de maîtrise « The Development of Algebraic Symbolism from Paciuolo to Newton » est publiée en 1909 dans School Science and Mathematics.
Durant les étés de 1911 à 1913, elle continue ses études supérieures à l'université du Michigan. Sa thèse est dirigée par Louis Charles Karpinski : A Comparative Study of the Early Treatises Introducing into Europe the Hindu Art of Reckoning,. Elle obtient son doctorat en 1914.

## Carrière
Benedict retourne au Smith College comme professeure associée et est promue professeure en 1921. Elle est doyenne des étudiants de 1918 à 1928 puis présidente du département de mathématiques de 1928 à 1934. En 1929, elle publie « The Algebra of Francesco Ghaligai » dans le mensuel The American Mathematical Monthly. En 1915, elle participe à la fondation de la Mathematical Association of America.
Jamais mariée, elle cohabite dès 1918 avec Susan Miller Rambo, une collègue du département de mathématiques et la deuxième femme à recevoir un doctorat de l'université du Michigan. En 1942, elle décide de rejoindre La Croix-Rouge pour participer à l'effort de guerre, mais elle est terrassée par une crise cardiaque et meurt le 8 avril 1942.
Le prix Suzan R. Benedict est créé pour récompenser les élèves de deuxième année ayant produit un travail exceptionnel en calcul différentiel et intégral.